# Mio caro nemico
Mio caro nemico (Enemy Mine), pubblicato in italiano anche come Nemico mio adorato, è un romanzo breve di fantascienza del 1980 di Barry B. Longyear. Ha vinto nel 1980 il Premio Nebula e il Premio Hugo per il miglior romanzo breve. Anche grazie ad esso l'autore è stato finora l'unico ad avere vinto i tre premi Nebula, Hugo e Campbell (per il miglior nuovo scrittore) nello stesso anno.
Il regista Wolfgang Petersen ne ha liberamente tratto un film, Il mio nemico, nel 1985.

## Trama
Un pilota di caccia umano precipita su un'isola durante una battaglia. Sull'isola incontra il nemico che l'ha abbattuto, un alieno simile ad un rettile, con cui deve scendere a patti. Il luogo è infatti ostile e l'unica speranza di sopravvivenza per i due è la collaborazione.
Nel lungo periodo di convivenza forzata, i due cominciano a conoscere le rispettive culture fino a diventare amici.
L'alieno, la cui specie è ermafrodita, genera un piccolo, morendo durante il parto. L'umano cresce il figlio del suo "nemico" insegnandogli tutto quello che ha appreso, come la cultura e le tradizioni della famiglia dell'alieno.
Dopo molto tempo il pianeta comincia a essere colonizzato dagli umani, e il pilota riesce a farsi recuperare. Il piccolo però non è accettato dalla famiglia del genitore, e tocca all'uomo riuscire a convincerla che il giovane fa parte della famiglia, ne conosce le tradizioni ed è degno di essere accolto tra loro.